# 유비 (제도혜왕)
제도혜왕 유비(齊悼惠王 劉肥, ? ~ 기원전 189년)는 전한의 황족이며 제후왕이다. 고제의 서장자로, 생모는 조(曹)씨다.

## 생애
고제 6년(기원전 201년), 작년에 초왕으로 이봉된 한신을 대신하여 제왕에 봉해졌고, 교동·교서·임치·제북·박양·성양 6군 73현을 통치했다. 평양후(平陽侯) 조참을 상국으로, 양릉후(陽陵侯) 부관을 우승상으로 두었다.
고제 11년(기원전 196년), 회남왕 영포가 반란을 일으키자 고제를 따라 종군하였다.
이듬해, 고제가 붕어하고 이복동생 혜제가 즉위하였다. 고제의 총애가 두터웠던 척부인의 아들 유여의가 혜제와 함께 황태자 자리를 놓고 다툰 이래로, 혜제의 생모인 여태후는 종실에 의심을 품기 시작하였다. 유비의 모친 조씨는 근본을 알 수 없을 정도로 한미한 자였으나, 유비는 고제의 장자였기 때문에 여태후는 이를 불안히 여겼다.
혜제 2년(기원전 193년), 유비는 장안의 궁궐에서 의식을 치르고 혜제와 여태후의 연회에 초대되었다. 이때 혜제는 이번 연회에서는 허물없이 시간을 보내자고 제안하였고, 이에 고제의 장자인 유비가 상석에 앉게 되었다. 그러나 여태후는 이를 불쾌히 여겼고, 유비는 아무것도 모른 채 독이 든 술을 마실 뻔하였으나 혜제 덕분에 위기를 넘겼다. 훗날 이 사실을 안 유비는 신하의 조언을 따라, 자신의 영지 중 성양군을 노원공주에게 주어 여태후의 환심을 샀다.
혜제 6년(기원전 189년), 숨을 거두었다. 시호를 도혜(悼惠)라 하였고, 아들 유양이 작위를 이었다.

## 출전
- 사마천, 《사기》 권52 제도혜왕세가
- 반고, 《한서》 권38 고오왕전

## 가계
- 아버지 고제 유방
- 어머니 조씨(曹氏)
  - 제도혜왕 유비
  - 부인 사씨(駟氏)
    - 장남 제애왕 유양
    - 차남 성양경왕 유장
    - 삼남 제북왕 유흥거
    - 사남 관공후 유피군
    - 오남 과구후 유영국
    - 육남 영평후 유신도
    - 칠남 양구공후 유안
    - 팔남 제효왕 유장려
    - 구남 제남왕 유벽광
    - 십남 치천의왕 유지(오초칠국의 난 당시에는 제북왕)
    - 십일남 교서왕 유앙
    - 십이남 치천왕 유현
    - 십삼남 교동왕 유웅거

제도혜왕의 아들들의 작위는 먼저 제북왕 유흥거가 반란을 일으켜 주살되었고, 나머지 중 제왕·성양왕·양구후와 치천왕으로 옮겨진 제북왕을 제외하고 모두 오초칠국의 난에 연루되어 폐지되었다. 양구후는 반란 이듬해에 유언이 죄를 지어 작위가 박탈되어, 결국 제왕·치천왕·성양왕만 남았다. 치천왕과 성양왕 지파는 자손이 특히 번성하여, 전한이 멸망할 때까지 봉국을 유지하였다.
| 선대 한신 | 제2대 전한의 제왕 기원전 201년 ~ 기원전 189년 | 후대 아들 제애왕 유양 |